# Norit

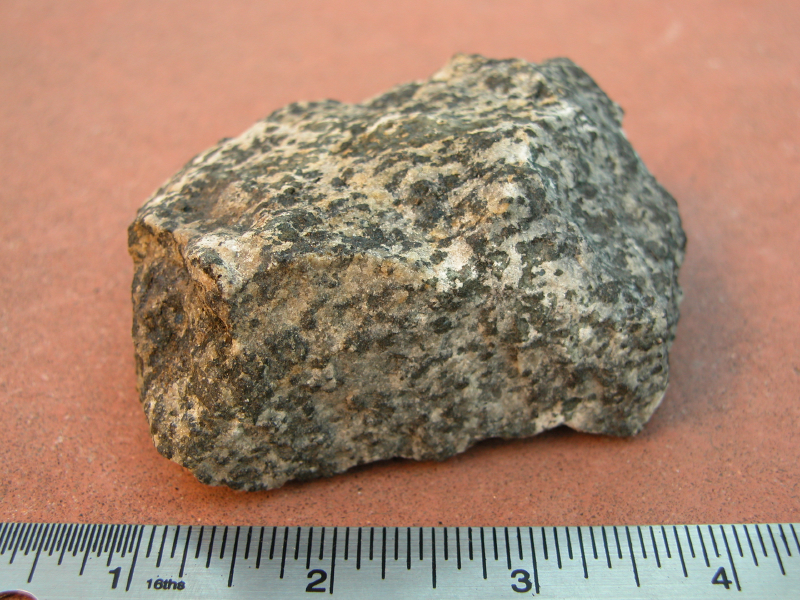

Norit je mafická intruzívní vyvřelá hornina, která je jedním z druhů gabra. Skládá se hlavně z bazických živců (bytovnitu a labradoritu), část tvoří pyroxeny. Ty jsou převážně kosočtverečné, bezvápenaté (hypersten, méně enstatit a bronzit). Název pochází z norského jména pro Norsko - Norge. Dal ji této hornině norský geolog Jens Esmark, který ji nalezl na několika místech v Norsku.